# Villazopeque
Villazopeque è un comune spagnolo di 58 abitanti situato nella comunità autonoma di Castiglia e León.